# جذر شوكة لوح الكتف
جذر شوكة لوح الكتف (بالإنجليزية: root of the spine of the scapula)‏هو الجزء الإنسي من شوكة لوح الكتف الأكثر قربا من وسط الجسم ، وهوعلى نفس مستوى طرف النتوء الشوكي من الفقرة الصدرية الثالثة  ، ومستوى الزاوية السفلى من الفقرة الصدرية السابعة.
ترتكز العضلة المعينية الصغيرة في الحافة الإنسية للوح الكتف ، عند جذر شوكة لوح الكتف .

## صور اضافية

لوح الكتف الأيسر. جذر شوكة لوح الكتف مبينة باللون بالأحمر.
موضع جذر شوكة لوح الكتف مبين باللون بالأحمر.
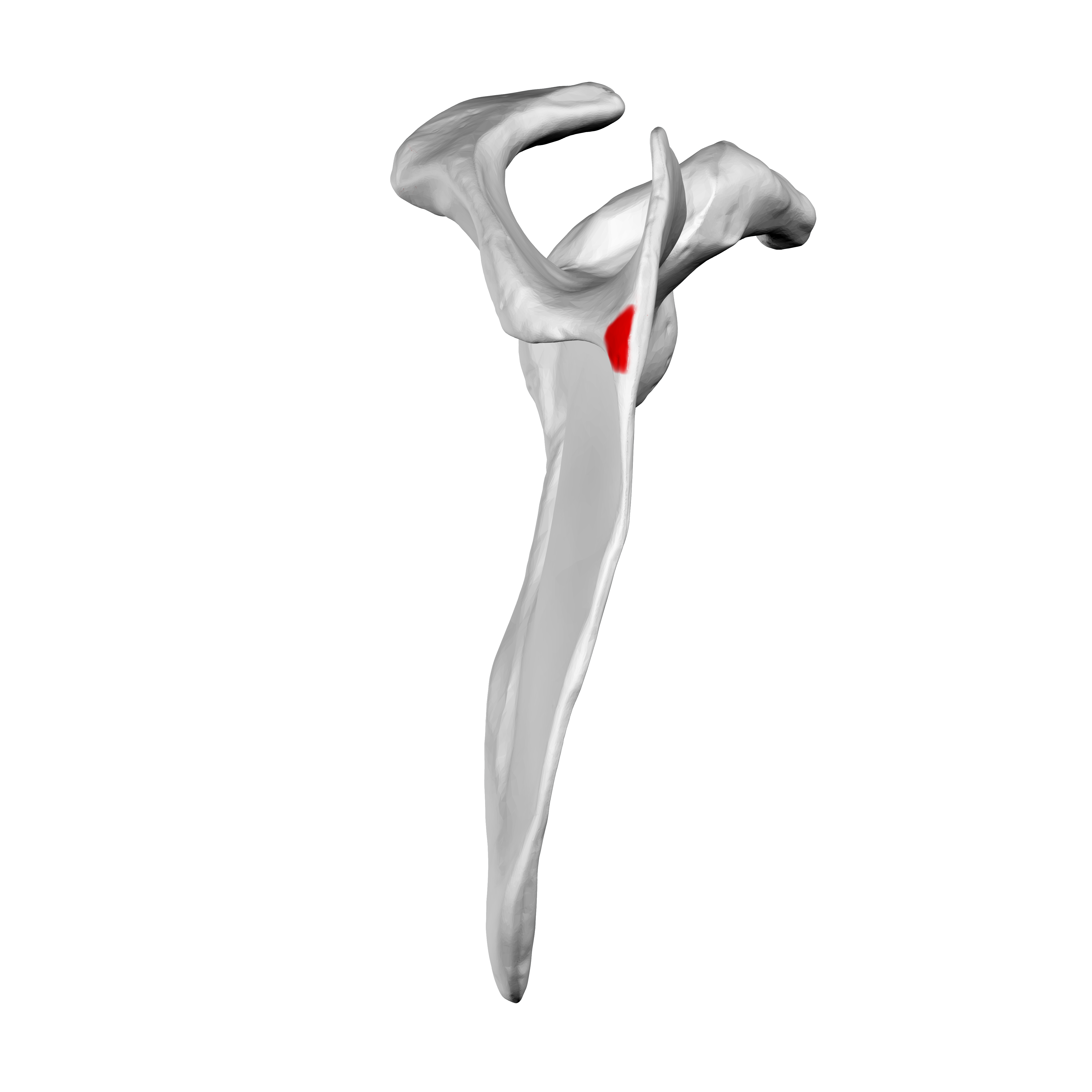
لوح الكتف الأيسر. عرض إنسي. جذر شوكة لوح الكتف مبينة باللون بالأحمر.
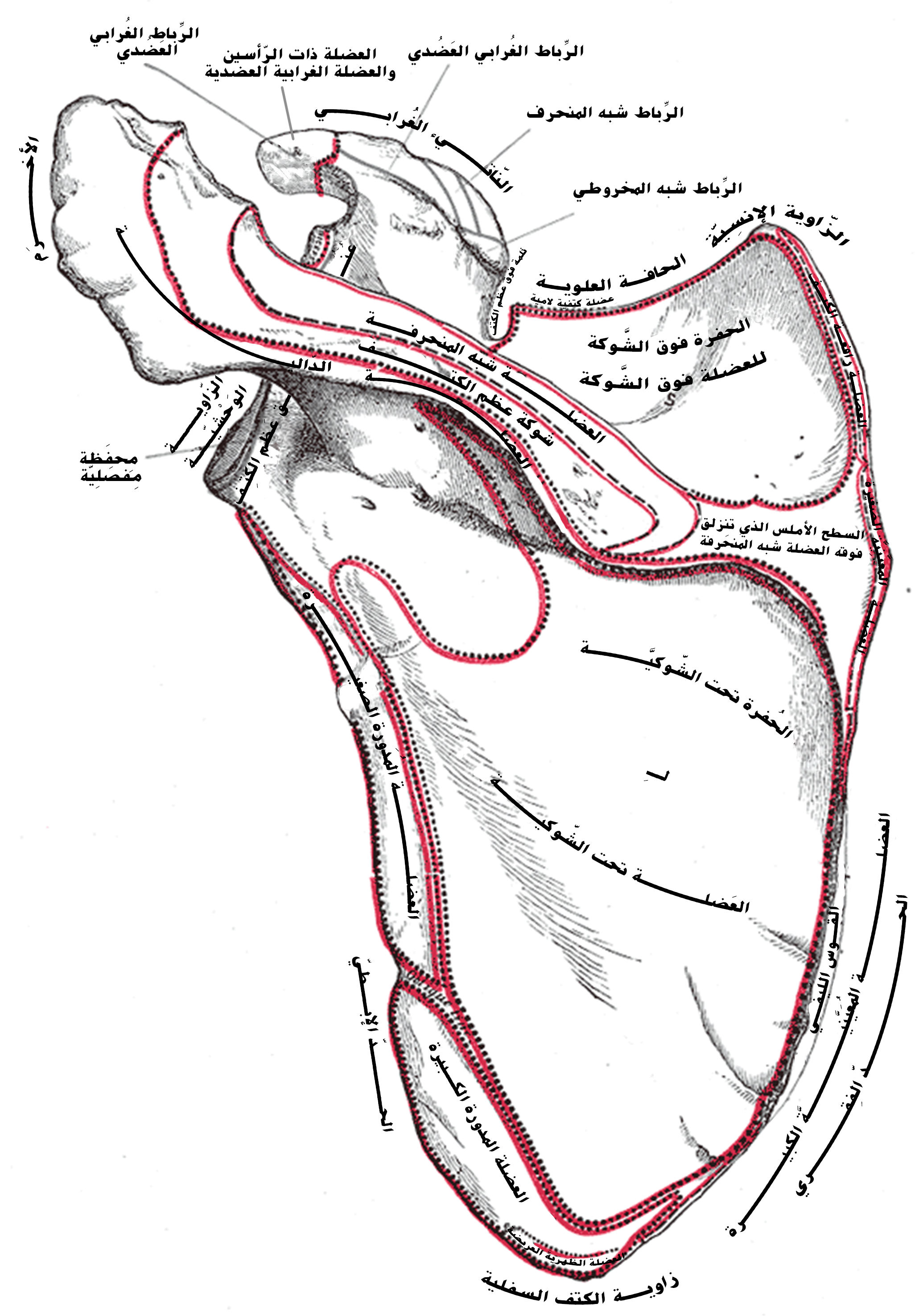
لوح الكتف الأيسر. عرض خلفي. جذر شوكة لوح الكتف غير موسوم على الرسم و لكنه في منتصف اليمين.
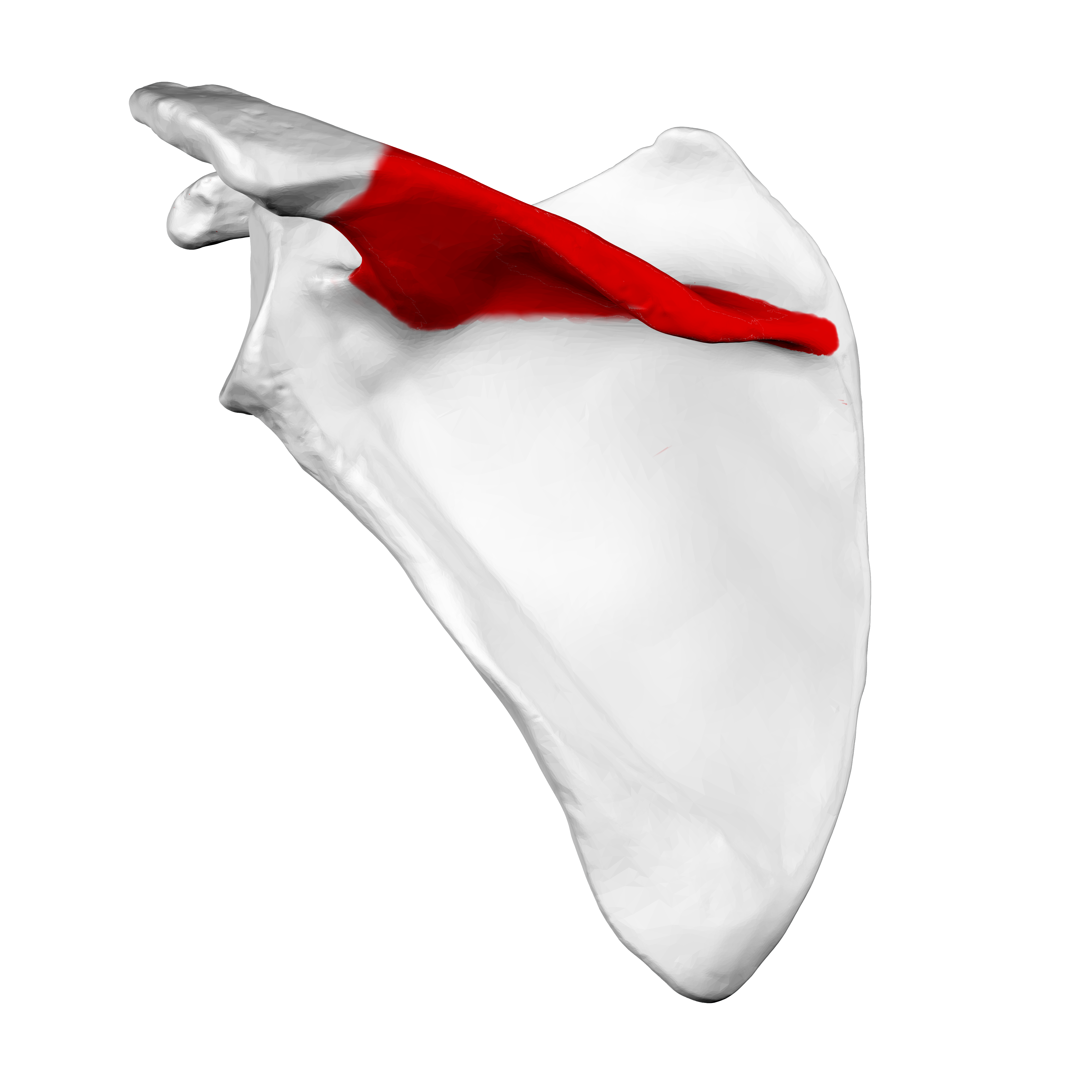
لوح الكتف الأيسر. عرض خلفي. شوكة لوح الكتف مبينة باللون بالأحمر.
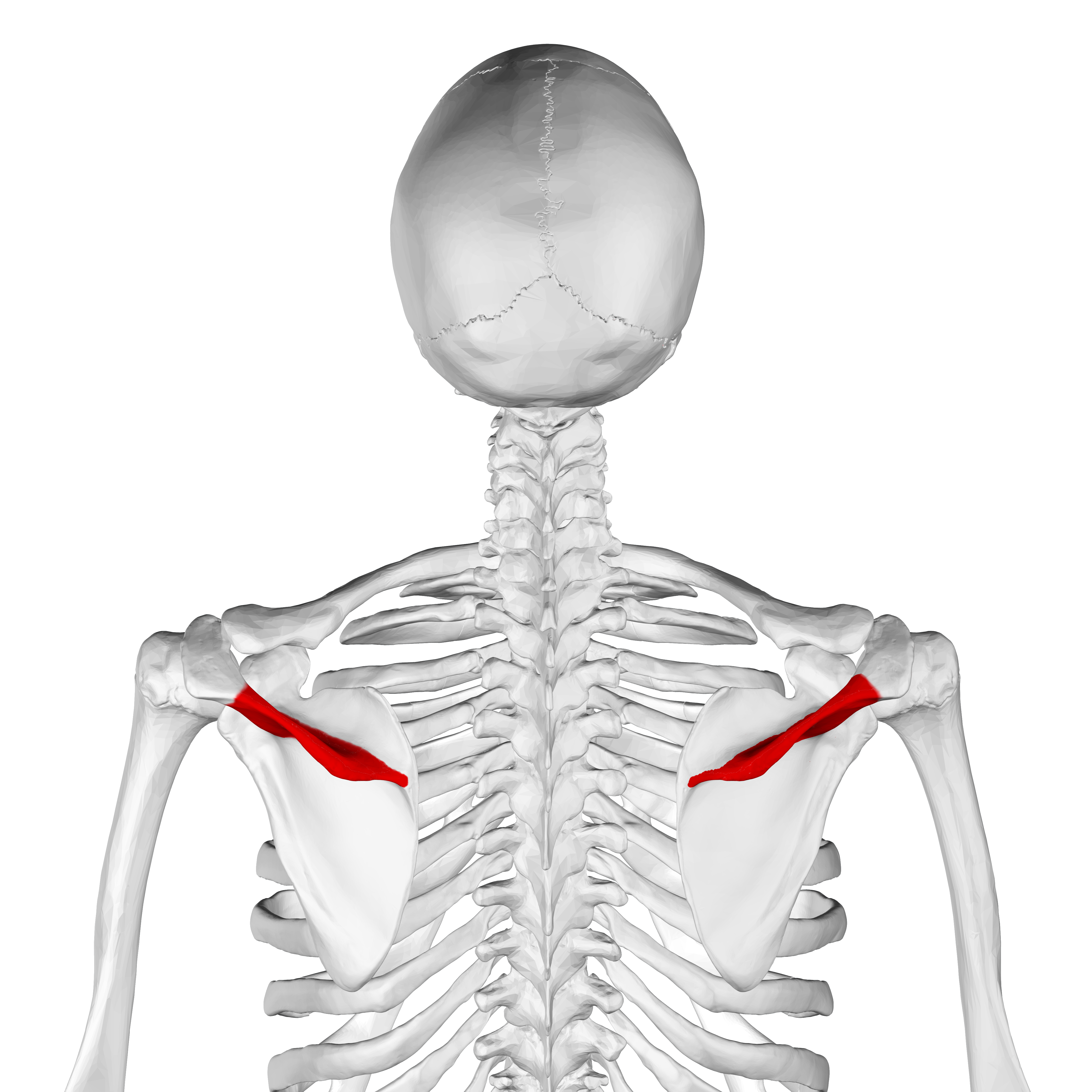
موضع شوكة لوح الكتف مبين باللون بالأحمر.